# Антуан Арно
Антуан Арно ( фр. Antoine Arnault; нар. 4 червня 1977, Рубе, Франція ) - французький підприємець. Генеральний директор Berluti, голова ради директорів Loro Piana .

## Раннє життя та освіта
Антуан Арно народився 1977 року в місті Рубе в родині французького бізнесмена Бернара Арно та його першої дружини Анни Деваврен. Він закінчив вищу школу бізнес-досліджень Монреаля та бізнес-школу INSEAD.

## Кар'єра
Арно розпочав свою кар'єру в рекламному відділі Louis Vuitton. У 2005 році був номінований до складу ради директорів і став директором з комунікацій в 2007 році.
Був автором кампанії 2012 року «Основні цінності» за участю політичних діячів (Михайла Горбачова ), професійних спортсменів ( Мухаммеда Алі, Зінедіна Зідана) та знаменитостей (Шона Коннері, Френсіса Форд Копполи, Кіта Річардса).
У 2008 році Арно був номінований у незалежний редакційний комітет Les Echos, великого французького щоденного журналу. У 2009 році він увійшов до списку молодих глобальних лідерів (Young Global Leaders).
У 2011 році Арно розпочав у LVMH кампанію «Особливі дні», метою якої було через проведення семінарів познайомити всіх бажаючих із майстерністю та спадщиною конгломерату. У 2013 році він повторив ініціативу і подвоїв кількість публічних семінарів, довівши їхню загальну кількість до 42.
З 2011 року він був генеральним директором Berluti та займається розробкою бренду LVMH, відкриваючи магазини в Каліфорнії, Дубаї та Нью-Йорку  . Він найняв дизайнера Алессандро Сарторі, щоб розширити асортимент бренду від яскравого побутового взуття до чоловічого одягу класу люкс  . Антуан Арно інвестував 100 мільйонів євро у розвиток бренду з його яскравим взуттям та класичним одягом сучасного крою.
Під його керівництвом за три роки бізнес Berluti виріс з 45 млн. доларів до приблизно 130 млн. доларів на рік від продажів .
У 2013 році став головою ради директорів компанії Loro Piana, що виробляє одяг високого класу з кашеміру та вовни, після придбання бренду конгломератом LVMH.
Арно провів кілька виступів на тему індустрії розкоші та її майбутнього. На конференції журналу condé Nast у 2015 році він наголосив, що використання споживачами цифрових інструментів у повсякденному житті спонукає елітні марки привертати увагу споживачів за допомогою таких технологій.
9 грудня 2022 року Антуан Арно призначений виконавчим директором сімейної холдингової компанії Christian Dior. Christian Dior володіє 41% акціонерного капіталу LVMH та 56% голосуючих акцій у компанії. Більшість акцій Christian Dior належить родині Арно. У середині грудня 2022 року його батько Бернару Арно (президент Louis Vuitton Moet Hennessy (LVMH)) з сім'єю вийшов на перше місцем у рейтингу Real Time Billionaires, який складає журнал Forbes, потіснивши на друге - підприємця та винахідника Ілона Маска поступився. Статки Арно та його родини оцінили у $188,6 млрд, а Маска - у $176,8 млрд. За даними Forbes, за добу статки Ілона Маска скоротилися на $4,5 млрд (-2,49%), у той час, як Бернар Арно «розбагатів» на $2,7 млрд (+1,44%).

## У складі рад директорів
Арно входить до ради директорів компанії LVMH, був членом правління в Comité Colbert з листопада 2012 року  . Також був членом ради директорів Madrigall, холдингової компанії, що контролює французьке видавництво Галлімар, з листопада 2013 року  .

## Особисте життя
Антуан Арно - син Бернара Арно та його першої дружини, Анни Деваврен. Він молодший брат Дельфіни Арно. Має трьох однокровних братів від другого шлюбу батька з канадською піаністкою Елен Мерсьє. Захоплюється сучасним мистецтвом  .
З 2011 року перебуває у стосунках з топ-моделлю та філантропом Наталією Водяновою. У них двоє синів: Максим, який народився 2 травня 2014 року , і Роман, який народився 4 червня 2016 року .
1 січня 2020 року Антуан та Наталя оголосили про заручини. 19 вересня 2020 року в Паризькій мерії відбулися урочистості з нагоди укладання шлюбу з Наталією Водяновою.